# Giro di Romagna 1928
Il Giro di Romagna 1928, tredicesima edizione della corsa, si svolse il 9 settembre 1928 su un percorso di 285 km. La vittoria fu appannaggio dell'italiano Antonio Negrini, che completò il percorso in 10h30'00", precedendo i connazionali Luigi Giacobbe e Ermanno Vallazza.
I corridori che tagliarono il traguardo di Lugo furono 14.

## Ordine d'arrivo (Top 10)
| Pos. | Corridore           | Squadra         | Tempo     |
| ---- | ------------------- | --------------- | --------- |
| 1    | Antonio Negrini     | Maino           | 10h30'00" |
| 2    | Luigi Giacobbe      | Wolsit-Pirelli  | s.t.      |
| 3    | Ermanno Vallazza    | Bianchi-Pirelli | s.t.      |
| 4    | Angelo Rinaldi      | -               | s.t.      |
| 5    | Carlo Galluzzi      | Maino           | a 3'20"   |
| 6    | Michele Mara        | Bianchi-Pirelli | a 5'20"   |
| 7    | Alessandro Catalani | Wolsit-Pirelli  | a 7'00"   |
| 8    | Adolfo Martelli     | -               | a 10'40"  |
| 9    | Tullio Campagnolo   | -               | s.t.      |
| 10   | Aleardo Simoni      | Bianchi-Pirelli | a 15'00"  |